# Refrain (песма)
Refrain (прев. Рефрен) је песма на француском коју су заједно написали Емил Гардаз и Гео Воумар, а певала је Лис Асија. Песма је представљала Швајцарску на инаугурационом издању Песме Евровизије 1956. године и постала је први победник овог такмичења.
Песма је у класичном стилу шансоне и жали за изгубљеним љубавима певачицине „адолесценције“. Француски оригинал гласи "vingt ans", што се такође може превести као "двадесете" на енглеском.

## Песма Евровизије
Европска радиодифузна унија, која организује такмичење, дозволила је само две пријаве из сваке земље. Лис Асија је била једна од само две извођачице, поред Луксембурга, које су представљале своју земљу за обе пријаве. То је уследило након швајцарског националног финала које је одабрало обе њене интерпретације од једанаест песама које је неколико певача интерпретирало на различитим званичним језицима Швајцарске.
Земље су наступиле истим редоследом кроз два круга, а Асија је претходно извела „Das alte Karussell“ на немачком као другу песму вечери. "Refrain" је изведена на деветом месту, после Холандије односно Корија Брокена са "Voorgoed voorbij" и испред Белгијанке Мони Марк са "Le Plus beau jour de ma vie". После паузе, "Refrain" је проглашен за победника, а да није откривен ни ранг других песама ни број поена додељен победнику.
Нека правила примењена у овом првом такмичењу ће касније бити измењена, и то остаје једино такмичење у којем је свака земља била представљена са две песме, а само соло извођачима је дозвољено да се такмиче.  Процес гласања је одржан у тајности а жирији су могли да гласају и за песме из своје земље.
Изнете су тврдње да је песма победила као резултат процедура које су укључивале тајно гласање са могућношћу да жирији гласају за песме своје земље, уз омогућавање швајцарском жирију да гласа у име Луксембурга који није могао да пошаље жири.
У издању италијанских новина La Stampa од 25. маја 1956, објављеном дан након такмичења, пише да је „Refrain“ добио 102 поена, што је представљало 72,8% потенцијала теоријског укупног износа доступног за сваку песму. Ово се заснива на тврдњи да је сваки члан жирија сваку песму рангирао између 1 и 10 поена, што значи да је свака песма могла да добије највише 120 до 140 поена; зависно од тога да ли су и чланови жирија гласали за своју државу.
Швајцарски представник на такмичењу 1957. за Песму евровизије поново је била Асија са "L'enfant que j'étais", а "Refrain" је као победника такмичења 1957. наследио Кори Брокен који је представљао Холандију са "Net als toen".

## Остала достигнућа
Асија је 2011. открила да је све хонораре које је зарадила од песме посветила у добротворне сврхе.
Према подацима израчунатим на „Hit Parade Italia“ који представља седмичне и топ 100 годишњих позиција за мешавину италијанских и међународних песама, „Refrain“ је рангирана на 50. најуспешнију песму у Италији 1956.